# Aspila centralasiae
Aspila centralasiae är en fjärilsart som beskrevs av Max Wilhelm Karl Draudt 1938. Aspila centralasiae ingår i släktet Aspila och familjen nattflyn. Inga underarter finns listade i Catalogue of Life.